# FM NACK5
株式会社FM NACK5（日語：株式会社エフエムナックファイブ），是以日本埼玉县为主要广播对象的一家FM广播电台。1988年开播。属独立广播台。

## 历史
- 1988年3月，“FM埼玉”（エフエム埼玉）成立。
- 1988年10月31日，FM埼玉开播，是日本第29家广播电台。因广播频率为79.5MHz，取日语中发音接近79的NACK和5的英语发音FIVE，组成爱称“FM NACK FIVE”。
- 成立之时受到了西武铁道的支持，至今西武铁道仍有持股。
- 1995年，设立秩父中继站（频率77.5MHz）。
- 2001年7月，改名为FM NACK5。
- 2002年，设立hithit.com，通过网络播放广播节目。2011年随着radiko开播而结束服务。
- 2005年4月1日，總部搬至JACK大宮。
- 2007年起，取得埼玉市大宮公園足球場的冠名权，并延续至今。[1]
- 2011年，通过radiko开始同步广播。
- 根据2018年的调查，NACK5的收听率在首都圈AM和FM广播局中排行第三。[2]